# Идар-Оберштайн
Идар-Оберштайн (нем. Idar-Oberstein) — город в Германии, в земле Рейнланд-Пфальц.
В XIX веке в городе действовал центр по шлифовке камней и хрусталя.

## География

### Географическое положение
Идар-Оберштайн находится в южной части горного массива Хунсрюк по обеим сторонам реки Наэ. Наиболее крупные города в округе:
- Трир 50 км на запад
- Бад-Кройцнах 30 км на северо-восток
- Кайзерслаутерн 35 км на юго-восток.

Город расположен на границе национального парка Хунсрюк-Хохвальд (нем.). Обеспечение города водой производится из Штайнбахского водохранилища (нем.).

### Климат
Годовая норма осадков составляет 774 мм. Самый сухой месяц — апрель. Наибольшее количество осадков выпадает в декабре.

### Административное деление
По состоянию на 31 декабря 2015 года в городской части Идар-Оберштайна насчитывалось 16757 квартир в 9451 доме.
Так называемый «Старый город» образуют коммуны вошедшие в состав Идар-Оберштайна по административной реформе 1933 года:
- Альгенродт
- Идар
- Тифенштайн
- Оберштайн

Так называемые «Новые районы», вошедшие в состав Идар-Оберштайна по административной реформе 1969—1970 годов:
- Энцвайлер
- Георг-Вайербах
- Гёттшид
- Хаммерштайн
- Кирхенболленбах
- Миттенболленбах
- Наэболленбах
- Регульсхаузен
- Вайербах

## Политика

### Городской совет
Городской совет в Идар-Оберштайн состоит из 40 почётных членов совета, которые были избраны на местных выборах 26 мая 2019 года.

### Экономический консультативный совет
16 марта 2016 года городской совет Идар-Оберштайна принял решение о создании экономического консультативного совета. В его состав входят назначенные представители региональных компаний. Это беспристрастные эксперты из промышленности, торговли, сферы услуг и розничной торговли. Также присутствуют члены банков и профессиональных ассоциаций. Задача экспертного совета — консультировать администрацию по экономическим вопросам и разрабатывать предложения по решениям для городского совета. Консультативный совет работает в рамках регламента, утвержденного городским советом.

## Экономика
В городе насчитывается порядка 219 гектар промышленных территорий. В здании Опал-отеля располагается одна из 25 мировых бирж, занимающаяся торговлей драгоценными камнями (нем.).
Наиболее значимые предприятия:
Ювелирное производство
- Ph. Hahn Söhne KG[4]
- GROH + RIPP OHG[5]
- A. Ruppenthal KG[6]

Производство автокомпонентов
- Magna International Inc.[7]
- Wolfgang Loch GmbH & Co. KG[8]
- Boryszew Kunststofftechnik Deutschland GmbH[9]
- POLYTEC CAR STYLING Weierbach GmbH[10]

Фарминдустрия
- Biontech Innovative Manufacturing Services GmbH[11]

Строительство
- P.A. Budau Bauunternehmen GmbH & Co. KG[12]

Производство посуды
- Fissler AG[13]

Производство карнавальной продукции
- Fritz Fries & Söhne GmbH & Co. KG[14]

Производство лабораторных приборов
- Fritsch GmbH[15]

Производство пишущих приборов
- Gottlieb Roll GmbH & Co. KG[16]

В городе действует большое количество разнопрофильных предприятий сферы услуг.

## Военные учреждения
В 1938 году для нужд Вермахта построены военный склад в Наэболленбахе и три казармы:
- Клотцберг
- Страсбург
- Холь

После Второй мировой войны французские воинские части располагались в казармах Холь. Их пребывание в городе закончилось в 1952 году. В 1957 году в казармах Холь была размещена 373 батарея Бундесвера. Казармы Холь проданы в 2013 году.
Воинские части США использовали казармы Страсбург и склад. Их пребывание в городе закончилось в 2008 году. Склад преобразован в промзону Наэталь.
С 1956 года в казармах Клотцберг располагалась Артиллерийская школа Бундесвера, которая переехала в новопостроенные казармы Рильхенберг в 1960 году. 12 июня 1988 года городской совет Идар-Оберштайна заключил партнёрство с артиллерийской школой. В 1998 году городским советом предпринята неудачная попытка закрепить за городом статус столицы немецкой артиллерии. В сентябре 2003 года проведена модернизация всего комплекса казарм Рильхенберг. До 2003 года в казармах Клотцберг располагался 51 противотанковый артиллерийский учебный батальон, а после его роспуска языковой образовательный центр. С 2014 года в казармах Клотцберг расположен 345 артиллерийский учебный батальон. С 1998 года в Идар-Оберштайне проводится обучение противотанковой гаубице 2000. Кроме того в городе расположены сервисный, санитарный и мобилизационный центры Бундесвера.

## Культура

### Немецкий музей драгоценных камней
Немецкий музей драгоценных камней насчитывают более 10 000 экспонатов. В отреставрированной вилле в стиле Вильгельма представлены образцы драгоценных камней со всего мира, а также изделия из них.

### Немецкий музей минералов
Немецкий музей минералов Идар-Оберштайна, расположенный прямо под Фельзенкирхе, посвящен теме минералов всего мира. В экспозиции музея представлена ювелирная промышленность Идар-Оберштайнера, обработка драгоценных камней, особенно шлифовка агата.

### Промышленный музей Якоба Бенгеля
Промышленный музей Якоба Бенгеля предлагает познакомиться с производством ювелирных изделий в стиле ар-деко.

### Драгоценные рудники и исторический пруд
В шахте драгоценных камней Стейнкауленберг, единственной шахте драгоценных камней в Европе, доступной для посетителей, и исторической Вайершляйфе можно много узнать об обработке ювелирных изделий и истории Идар-Оберштайна.

### Городской театр
В городском театре есть большой зрительный зал на 600 мест и сцена с выдвижной оркестровой ямой. В городском театре регулярно проходят различные мероприятия.

### Городская библиотека и городской архив
В городской библиотеке имеется около 20 000 книг. Она предлагает для читателей последние бестселлеры, романы, криминальные романы, детские и юношеские книги, текущие путеводители, путеводители, кулинарные книги и многочисленные научно-популярные книги. Кроме того, в наличии есть журналы, аудиокниги, CD и DVD. Также библиотека связана со всеми библиотеками земли и может получать отсутствующие в наличии книги и носители посредством межбиблиотечного абонемента.
Городской архив содержит обширную коллекцию всевозможных документов, касающихся истории города. Сюда входят фотографии, слайды, звуковые носители (пластинки, кассеты и т. д.), фильмы, открытки, видео, местные газеты и журналы, памятные публикации, листовки, плакаты, родословные и документы из частных владений или других учреждений. Архивные фонды открыты для всеобщего пользования. Использование возможно в любое время, если нет иных законов или постановлений (защита данных, срок хранения файлов и т. д.).

## Религия
По состоянию на 30 апреля 2021 года имеется следующее распределение по религиозному признаку:
- 44,8 % евангелики
- 16,2 % католики
- 39,1 % прочие или не принадлежащие каким-либо религиозным общинам

## Спорт
Велосипедный парк
В 2016 году в районе Нахболленбах был открыт велосипедный парк с различными типами местности, которым можно пользоваться бесплатно.
Конный центр Abbey
В клубе верховой езды Идар-Оберштайн есть зона, где можно заниматься конкуром, выездкой и отдыхом. Он включает манеж для верховой езды размером 20 × 60 м и две открытые площадки. Их также можно использовать в частном порядке в рамках клубных видов спорта.
Скейт-парк
В 2011 году на месте бывшей винной школы был открыт скейт-парк. Он находится в ведении городского управления по делам молодежи.
Бассейны
В городе есть крытый бассейн с бассейном для малышей, учебный бассейн, паровая баня, открытая терраса и спортивный бассейн. Он связан с городскими автобусами.
Открытый бассейн Stadenbad работает в теплое время года. Это искусственно созданный естественный открытый бассейн. В отличие от обычных открытых бассейнов, вода здесь обрабатывается с использованием биомеханических процессов без использования химикатов.
Теннисные корты
7 грунтовых кортов и 3 закрытых корта, включая клуб, находятся в ведении TC 1895 Idar-Oberstein. Существует также теннисный центр в Jahnhaus, который имеет 3 открытых и 5 закрытых теннисных кортов. Кроме того, 4 корта для сквоша и 4 корта для бадминтона.

## Кухня

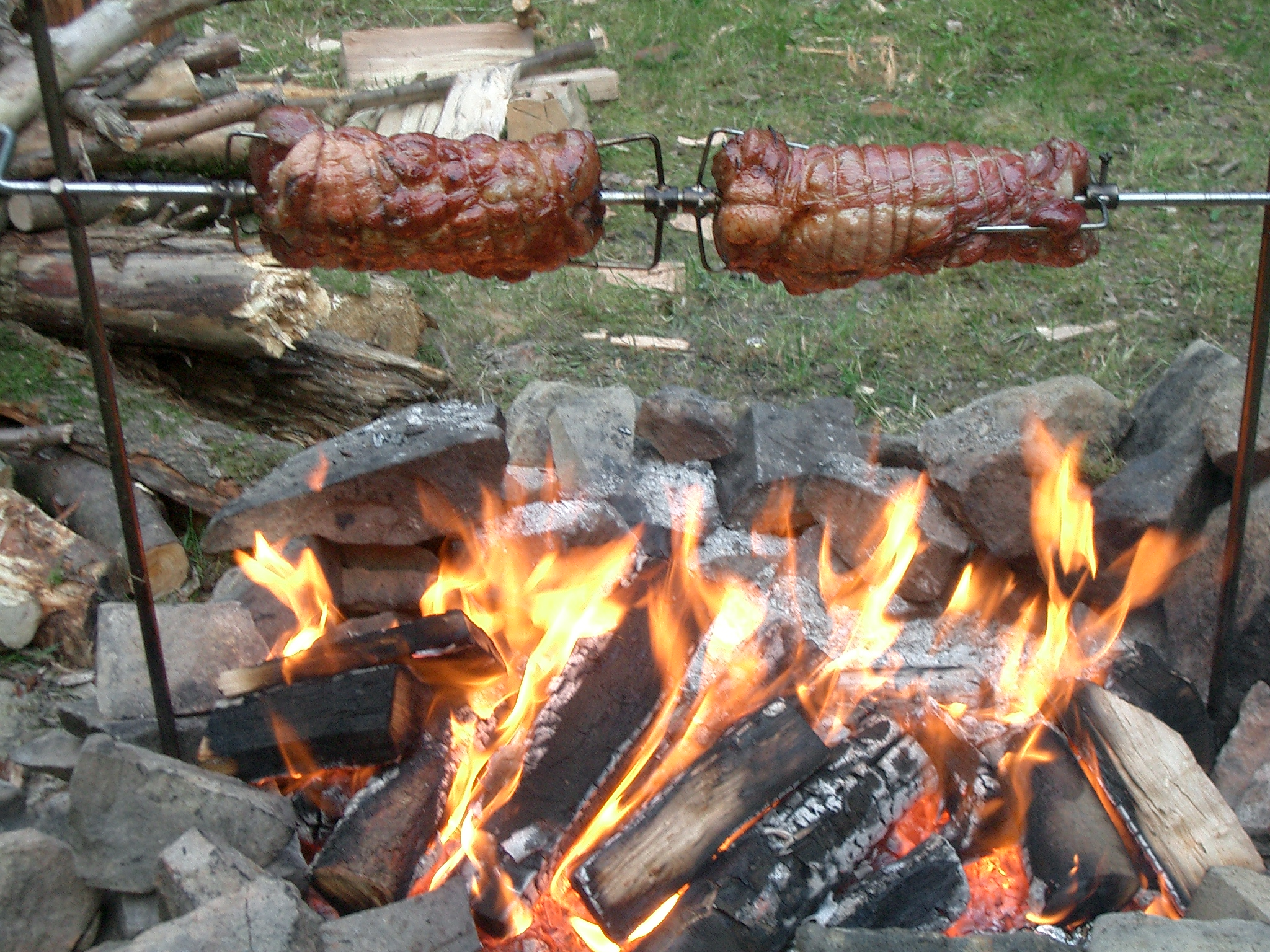
Оберштайнский шписбратен

Мясо на вертеле шписбратен (нем. Spießbraten, дословно жарка на шампуре)
Оберштайнский шписбратен происходит от чурраско, рецепт которого был заимствован у аргентинских и бразильских гаучо во времена импорта агатов из Южной Америки. Более распространённый идарский шписбратен готовится на подвесной решётке из мяса, замаринованного с луком, солью и перцем.
Клёцки с начинкой
Большая (от 10 см в диаметре) клёцка из сырого картофеля начиняется смесью жаренного хлеба, фарша, кубиков грудинки, зелёного лука, яиц, соли и перца.
Картофельная колбаса
Картошка, свинина, говядина и лук проворачиваются через мясорубку и приправляются чабером, перцем и солью. Полученный фарш набивают в кишку или раскладывают по стеклянным банкам. Раньше это блюдо было едой бедняков.
Морковь и клёцки
Сырые картофельные клёцки отвариваются с морковью и копчёной свининой.
Картофельная масса
Картофельная масса из картофеля, грудинки, яиц, муки, соли и перца запекается в утятнице или жарится на сковороде с жиром или маслом до появления корочки.

## Герб
Описание
На серебряном щите стоящий повёрнутый налево красный Вольфсангель с поперечиной. В правом верхнем углу распустившаяся красная роза с шестью лепестками и золотой сердцевиной. В нижнем левом углу красный жёлудь.
Обоснование
Герб объединяет элементы объединившихся городов Идар и Оберштайн. Герб был одобрен 10 июля 1934 года Ольденбургским министерством внутренних дел.

## Почётные награды и звания
Золотой почётный знак
Золотой знак почета города Идар-Оберштайн вручается постановлением городского совета лицам, внесшим особый вклад в общее благо. Почетный знак ежегодно вручается на новогоднем приеме города.
Приз культуры
Городской приз в области культуры за заслуги, в частности, в области развития культуры и искусства, составляет 2500 евро. Награда также вручается на новогоднем приеме в выставочном зале.
Звание специального посланника
В 2007 году город Идар-Оберштайн назначил своим специальным посланником американского актёра Брюса Уиллиса, который родился в Идар-Оберштайне в 1955 году в семье американского солдата и немки. Во время немецкой премьеры фильма «Крепкий орешек 4.0» в Берлине представители города Идар-Оберштайна подарили ему 25-килограммовую аметистовую друзу с посвящением.

## Города-побратимы
- Ашикур (Франция) с 1966
- Ле Мюро (Франция) с 1971
- Маргит (Великобритания) с 1981
- Турнов (Чехия) с 2006
- Сосновец (Польша) с 2011

## Фотографии

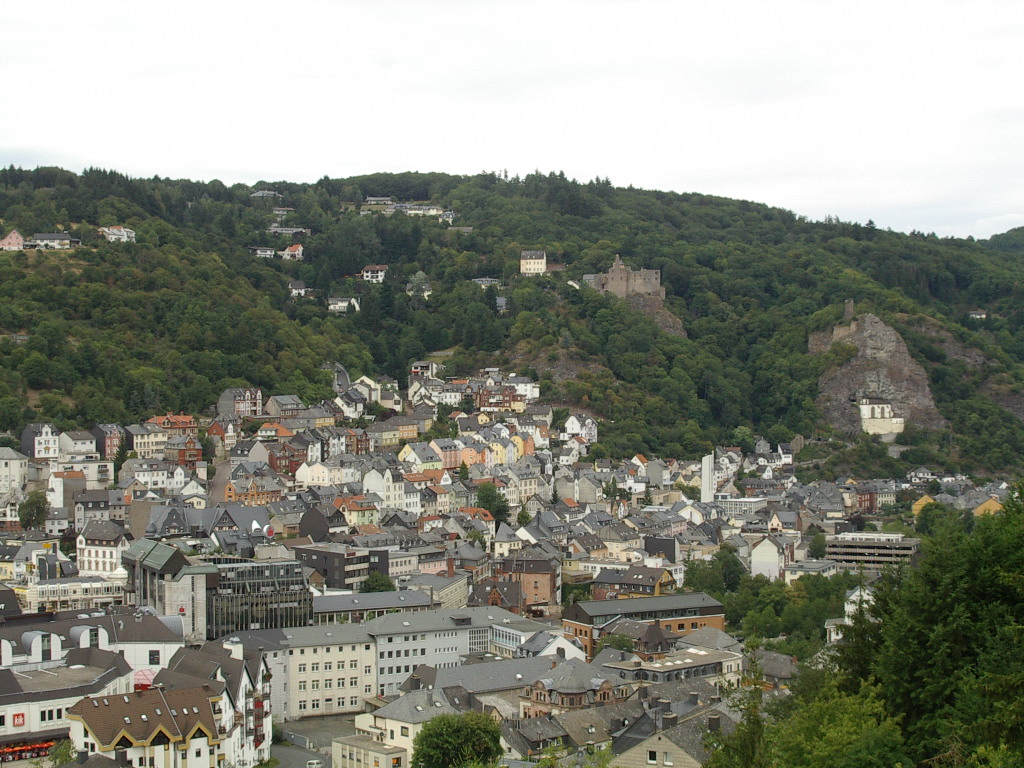
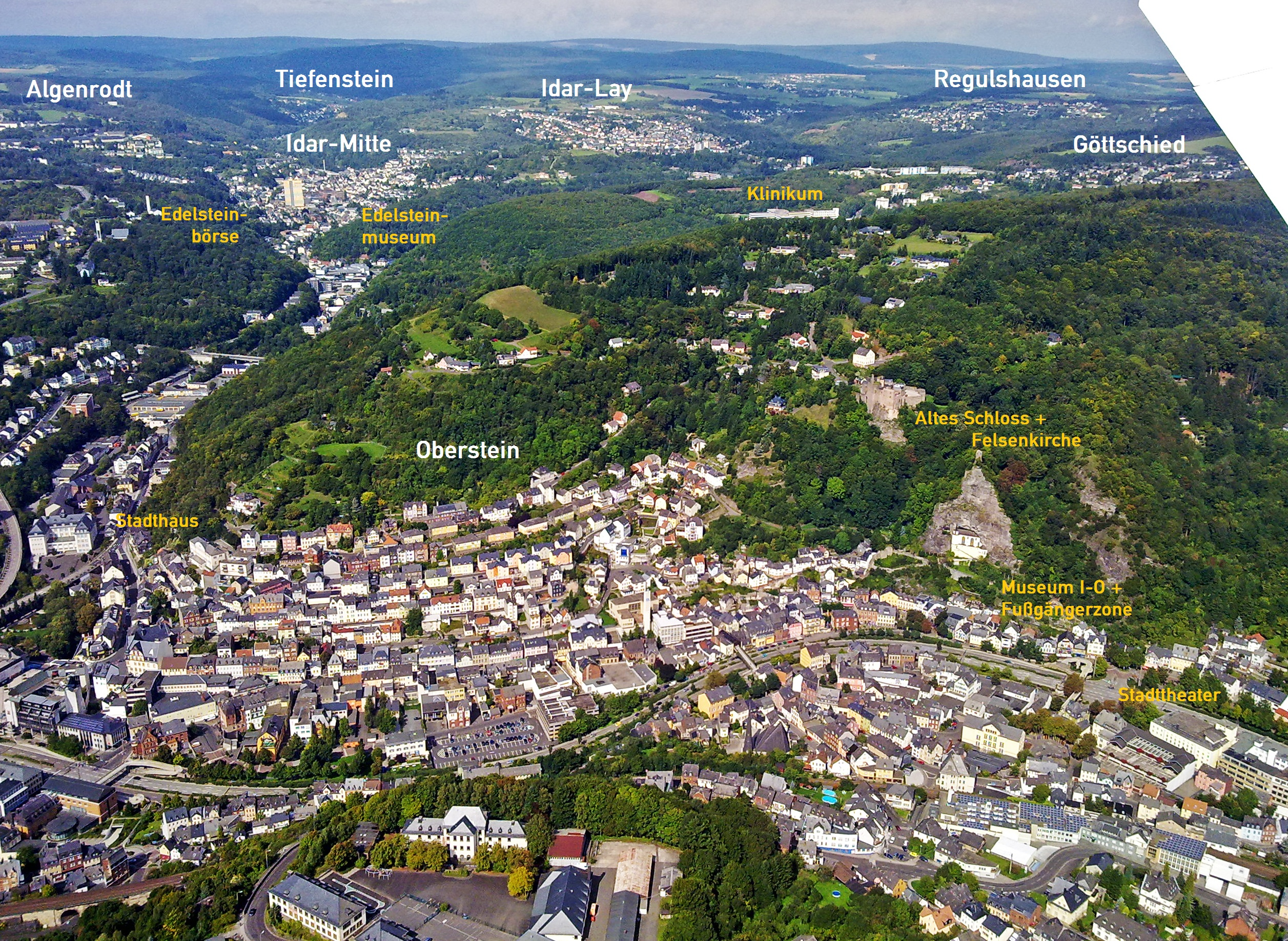
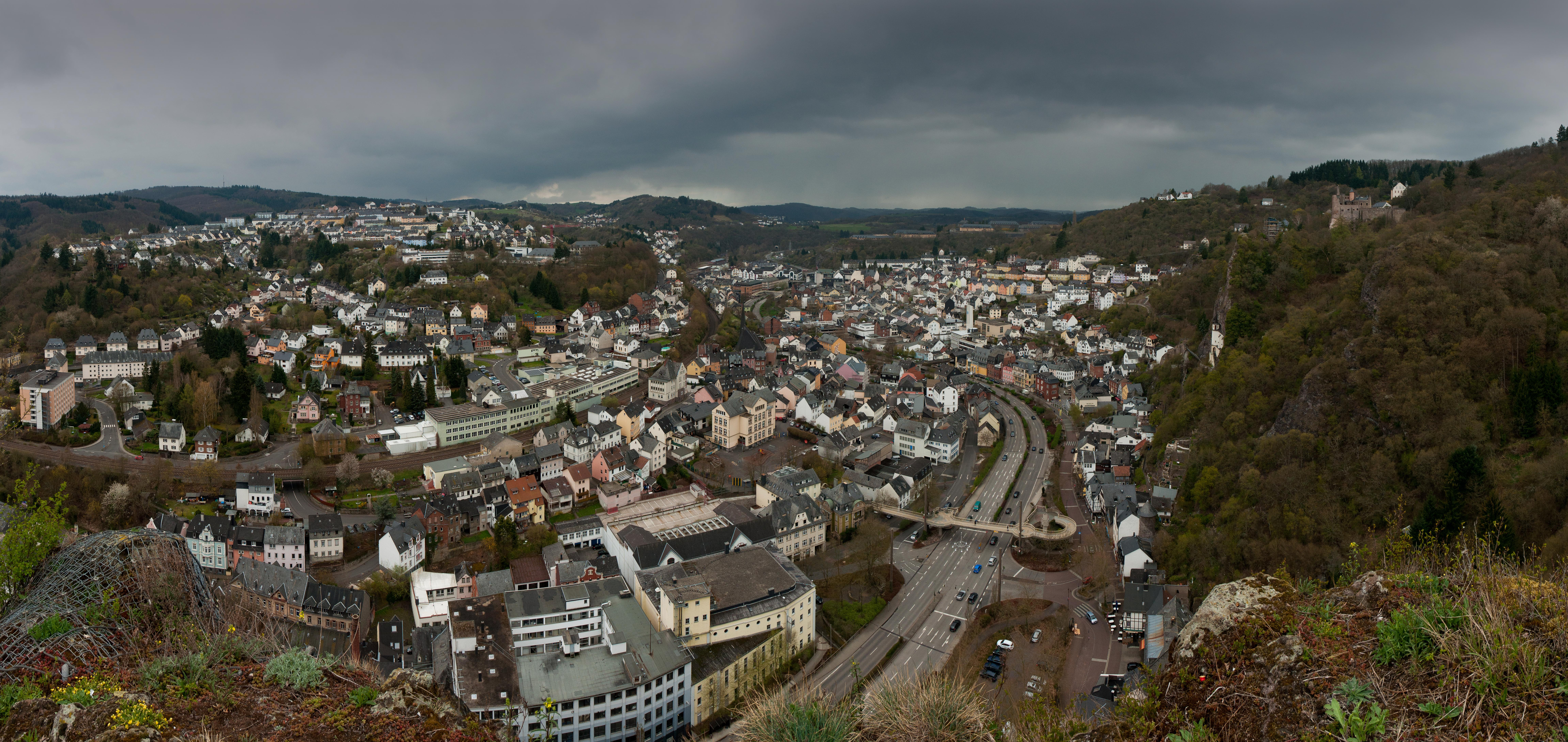
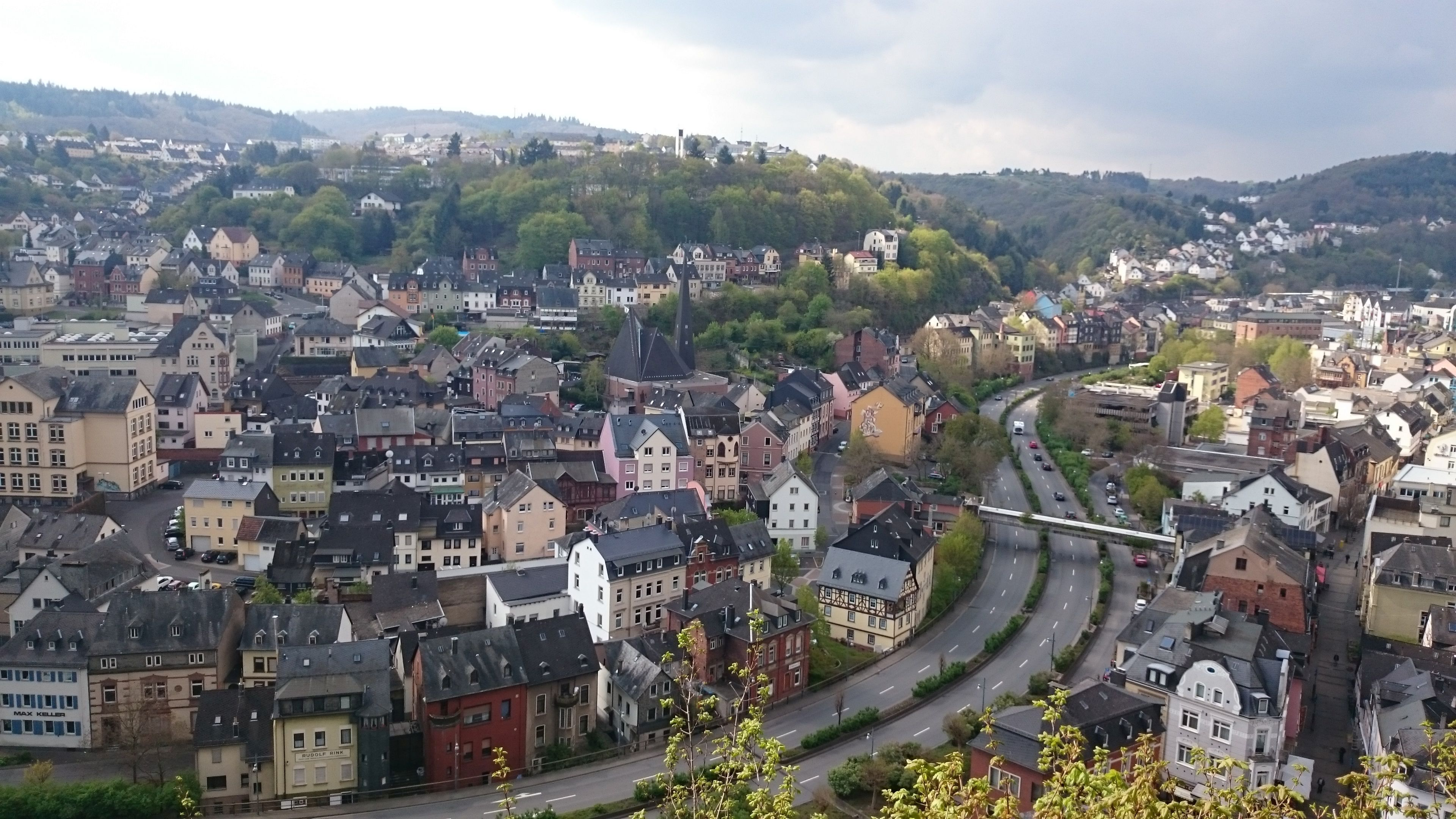
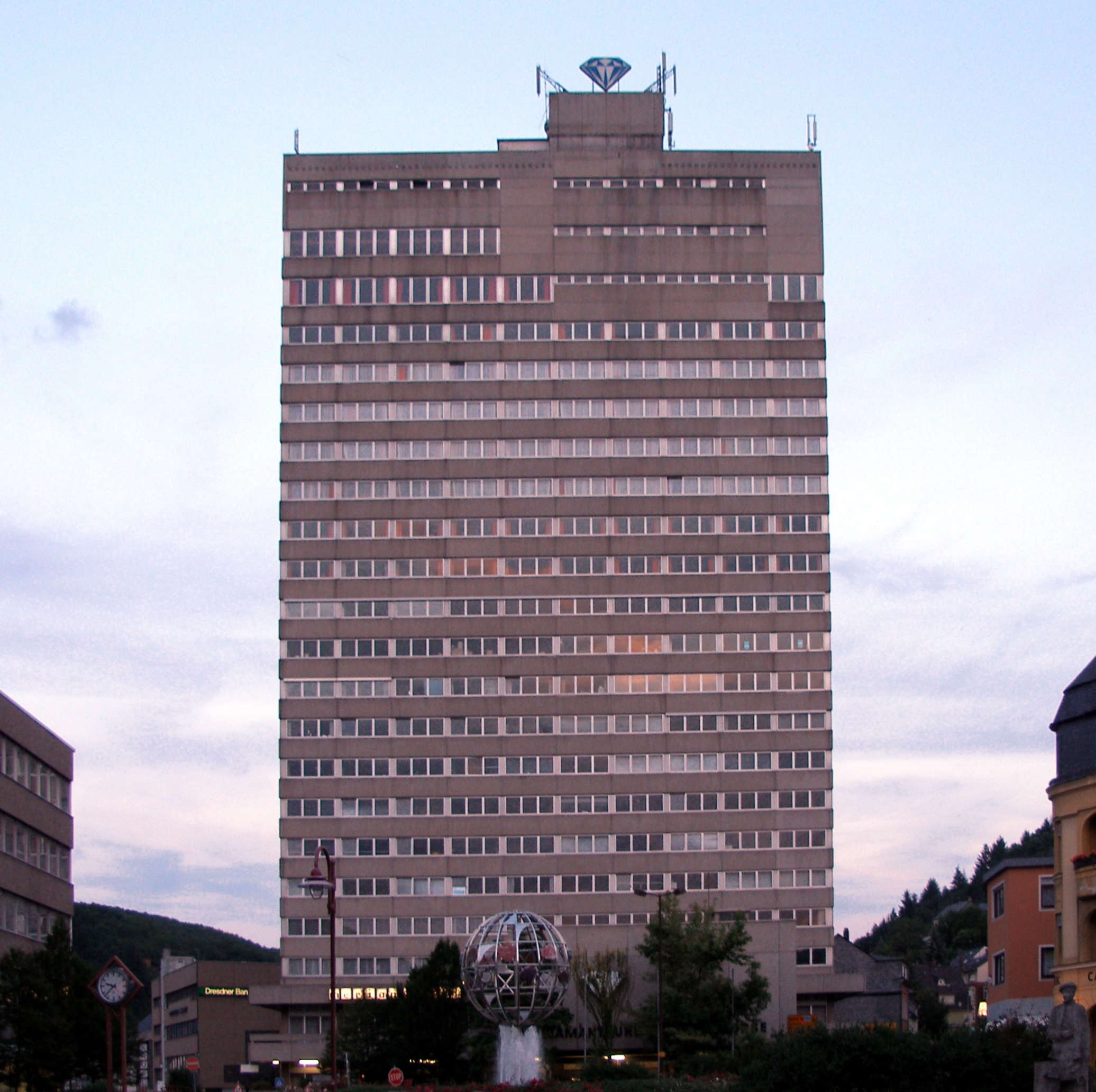
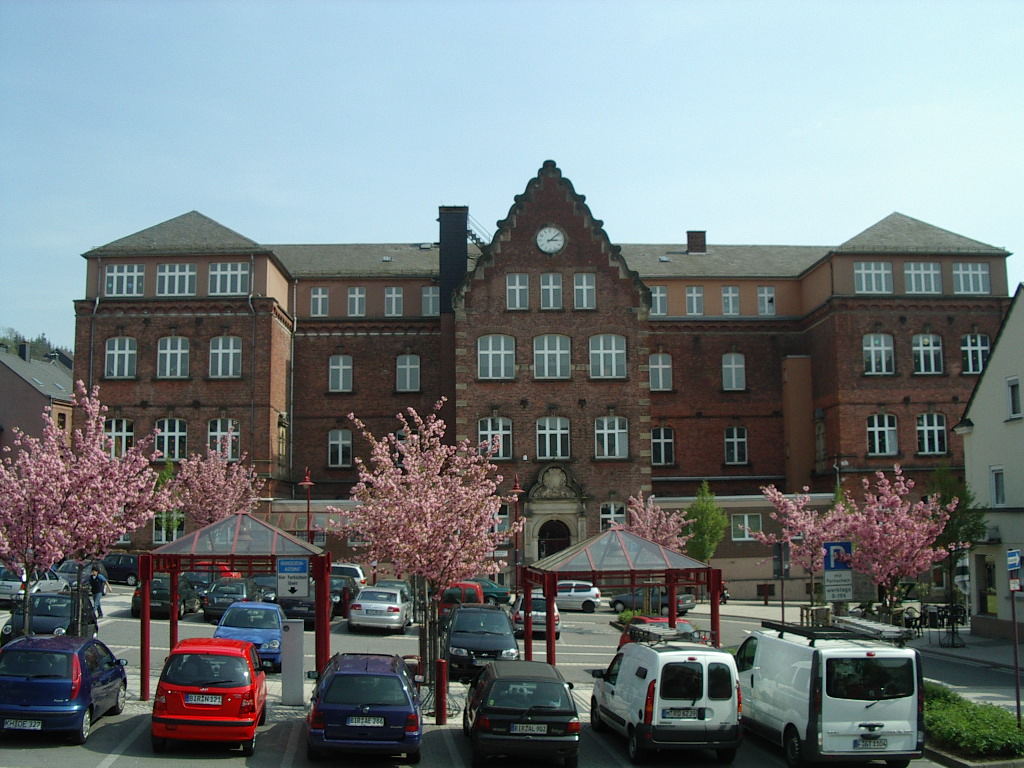
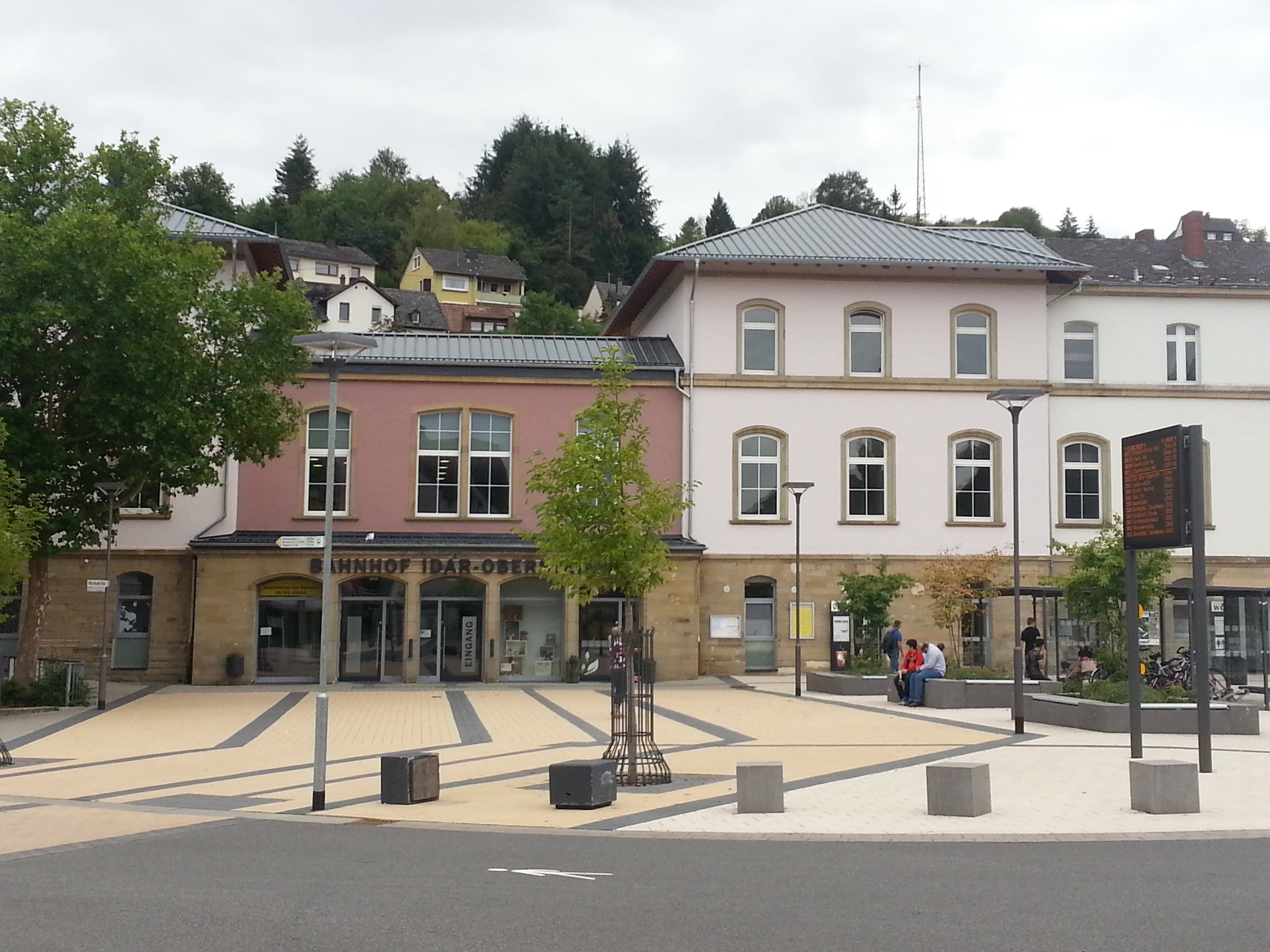
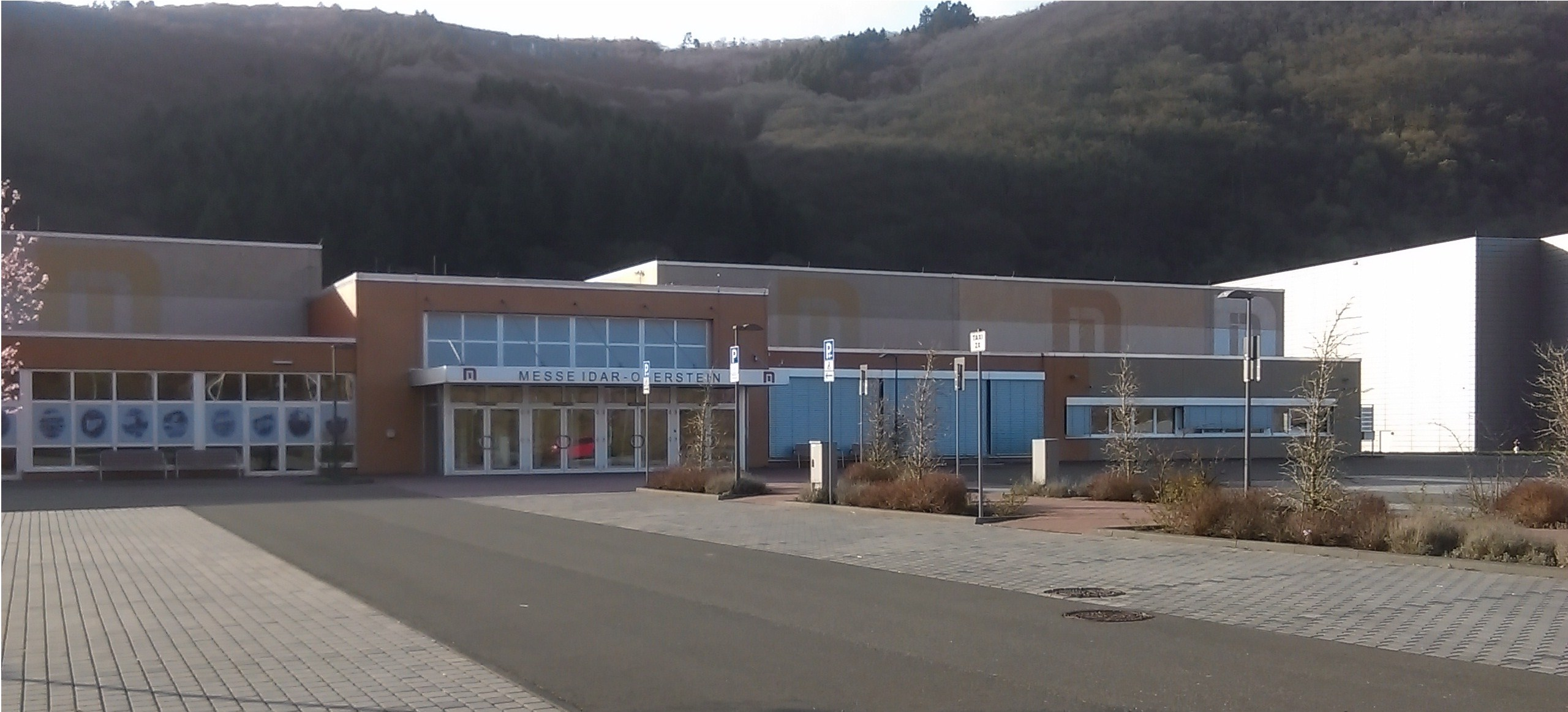
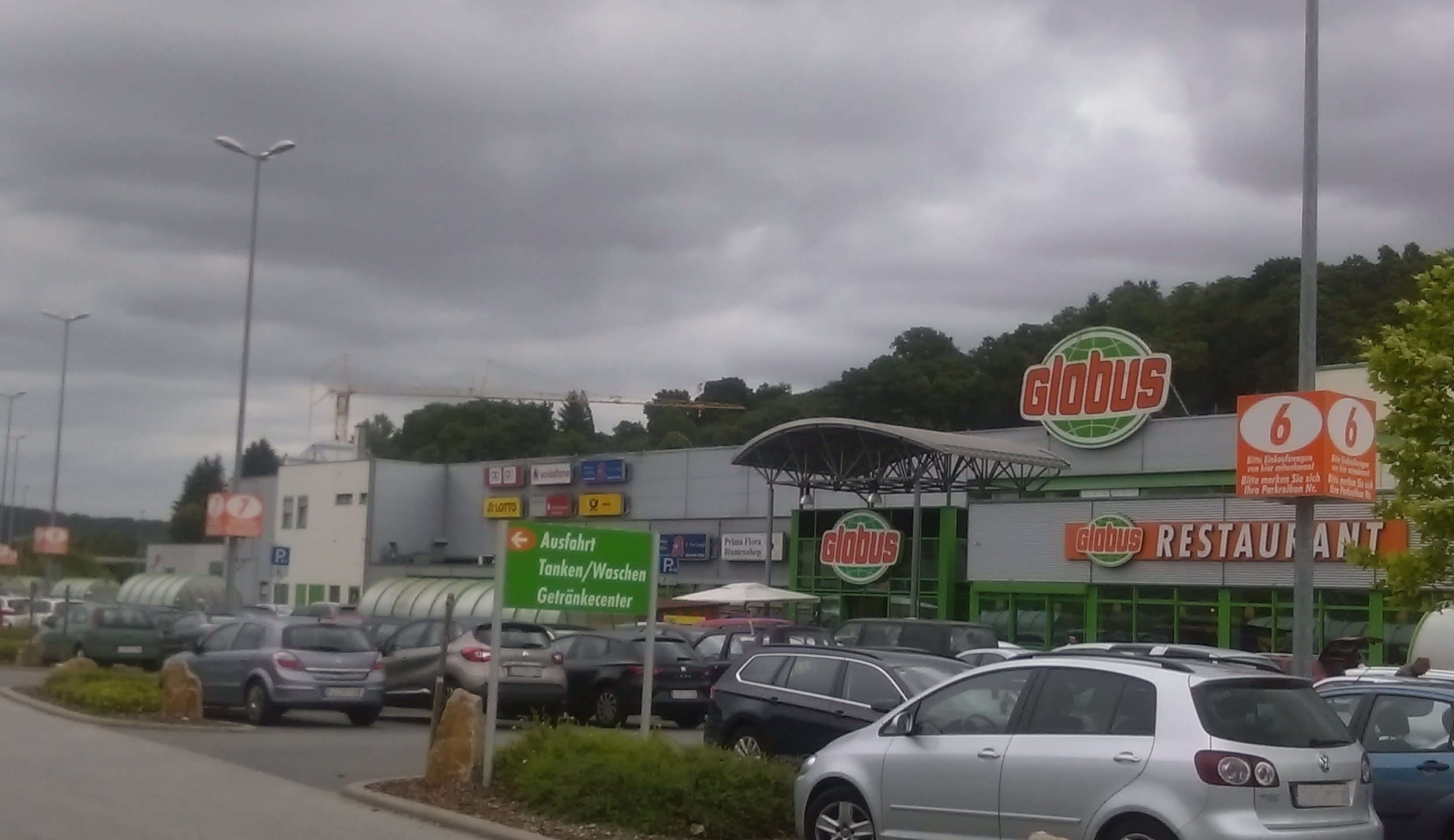
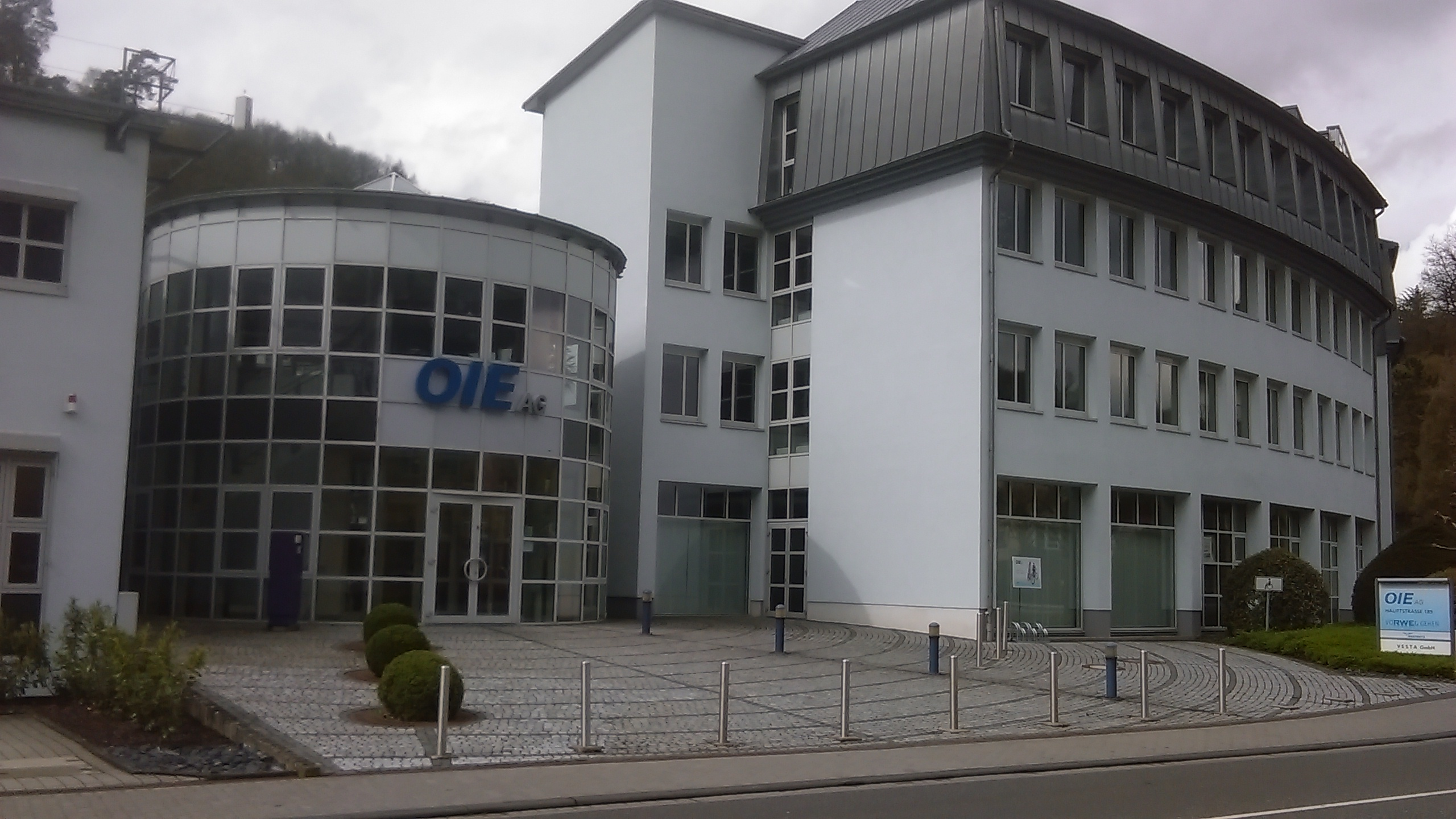
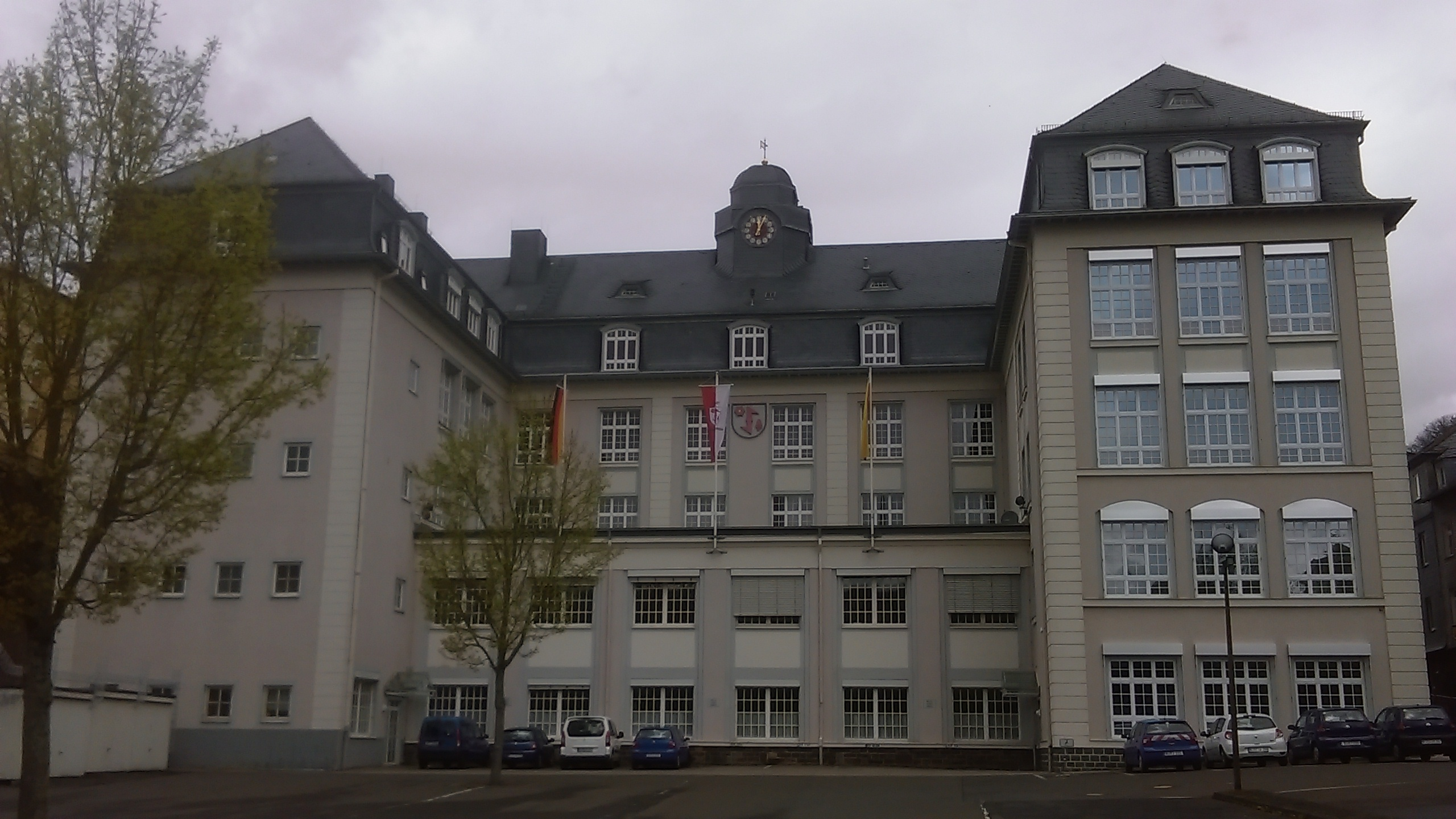
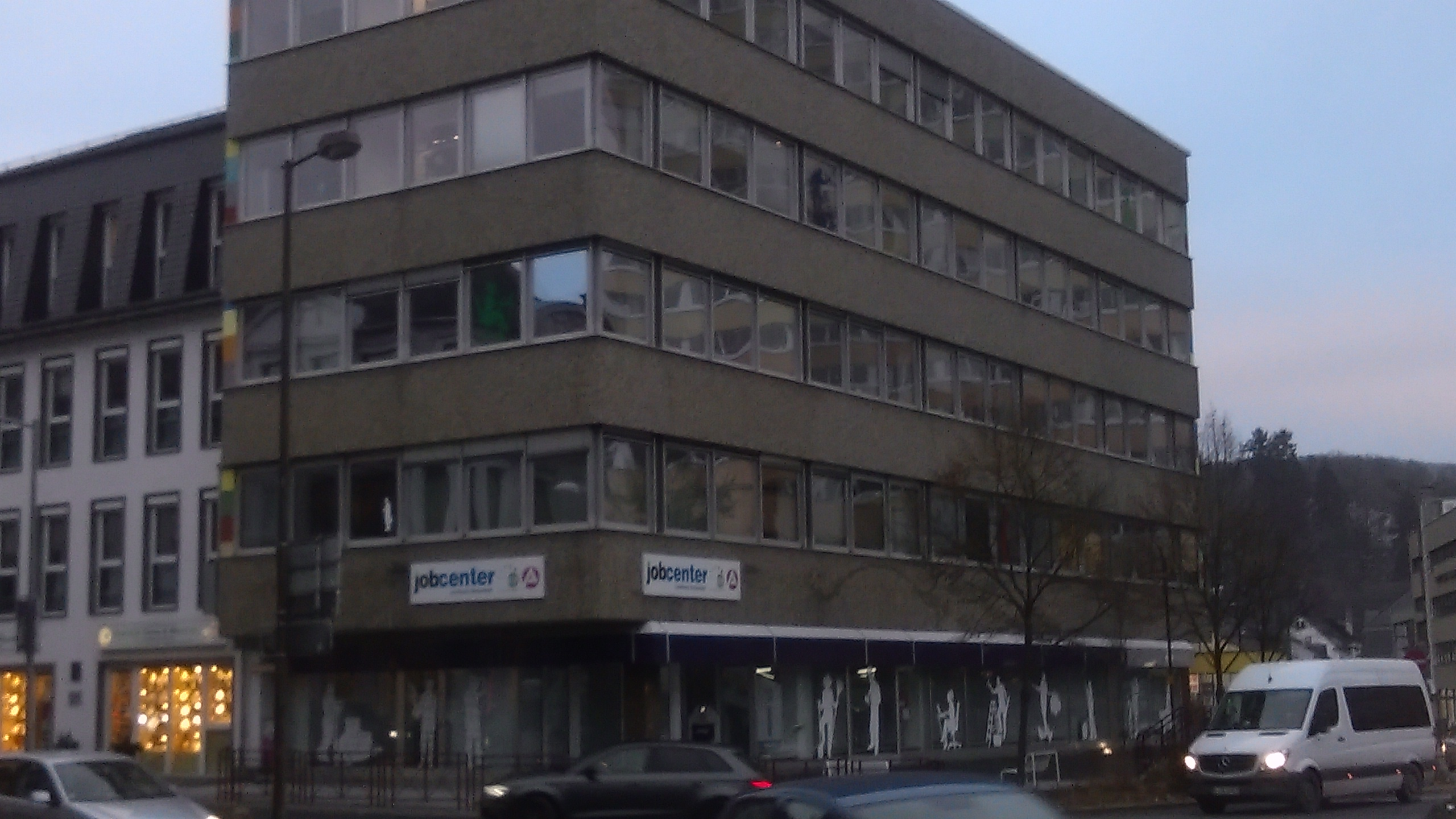
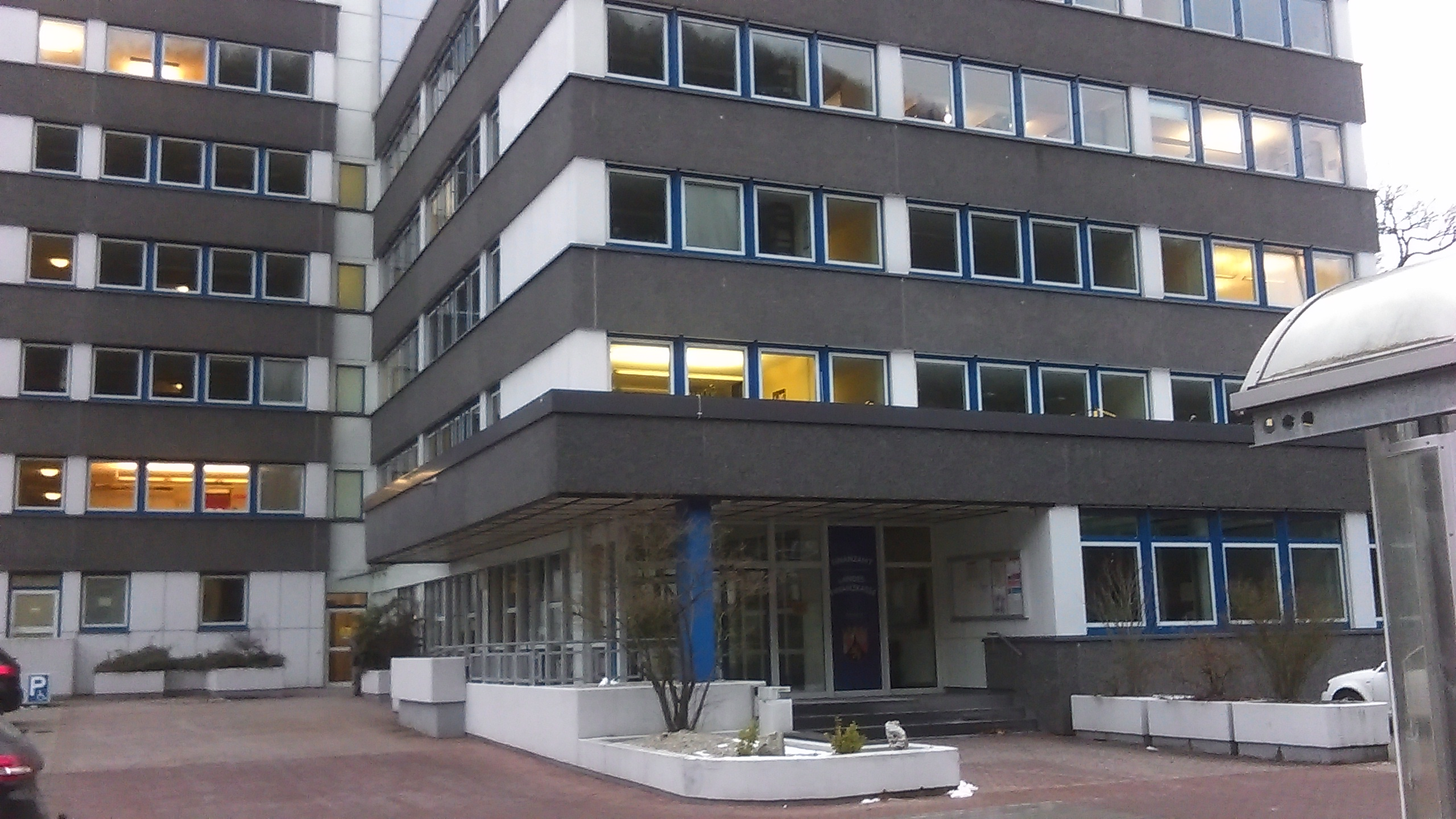
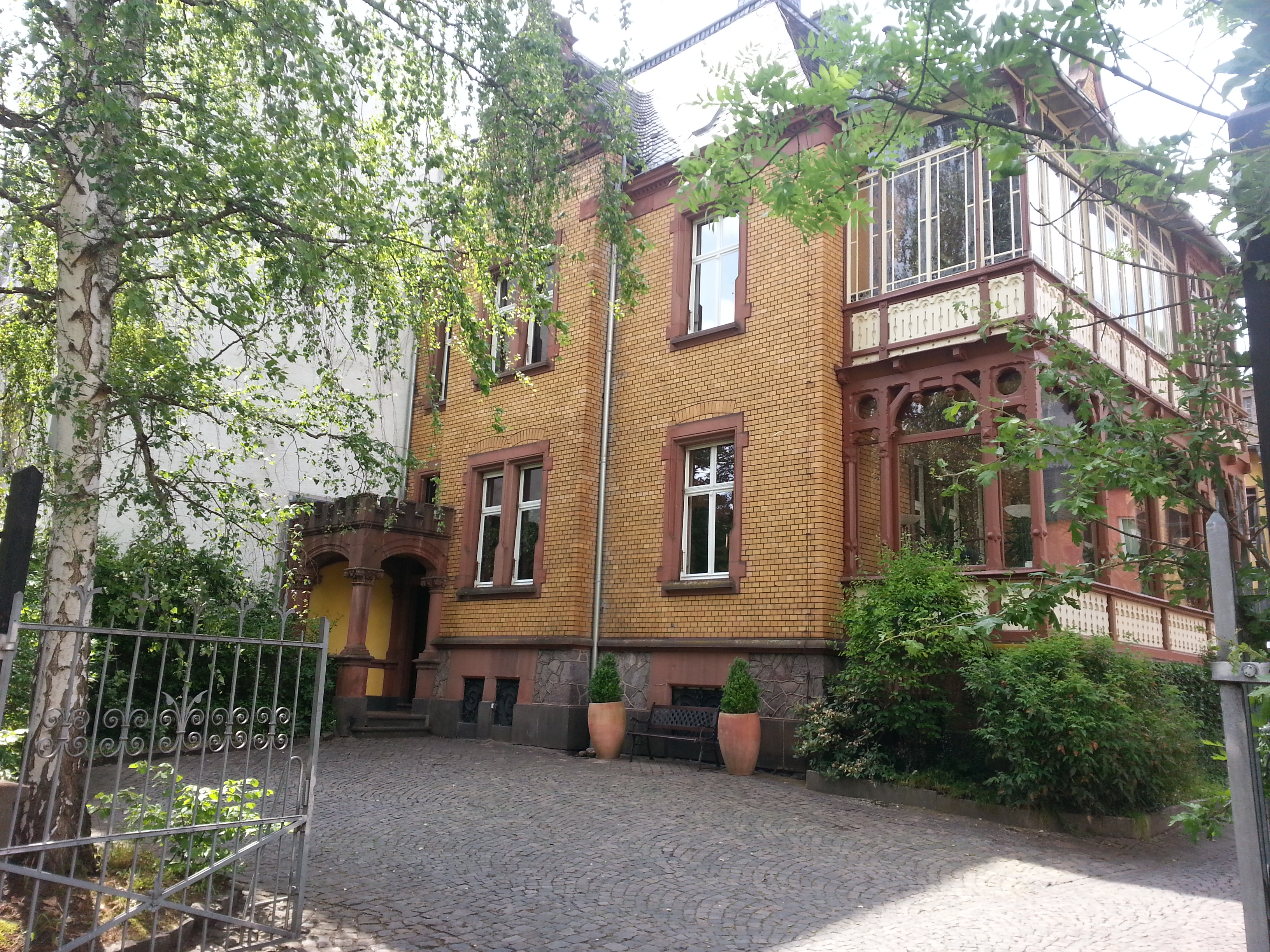
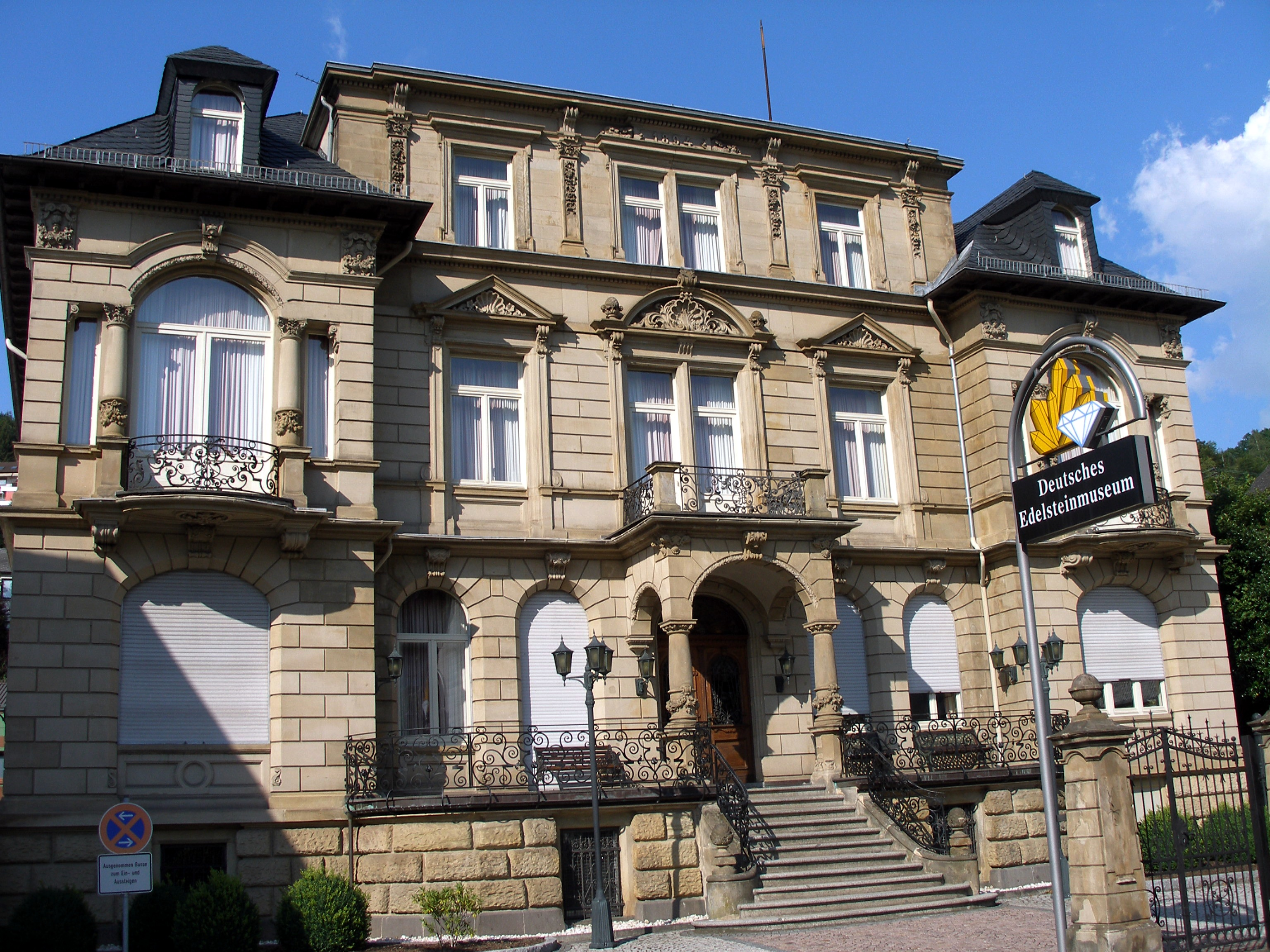
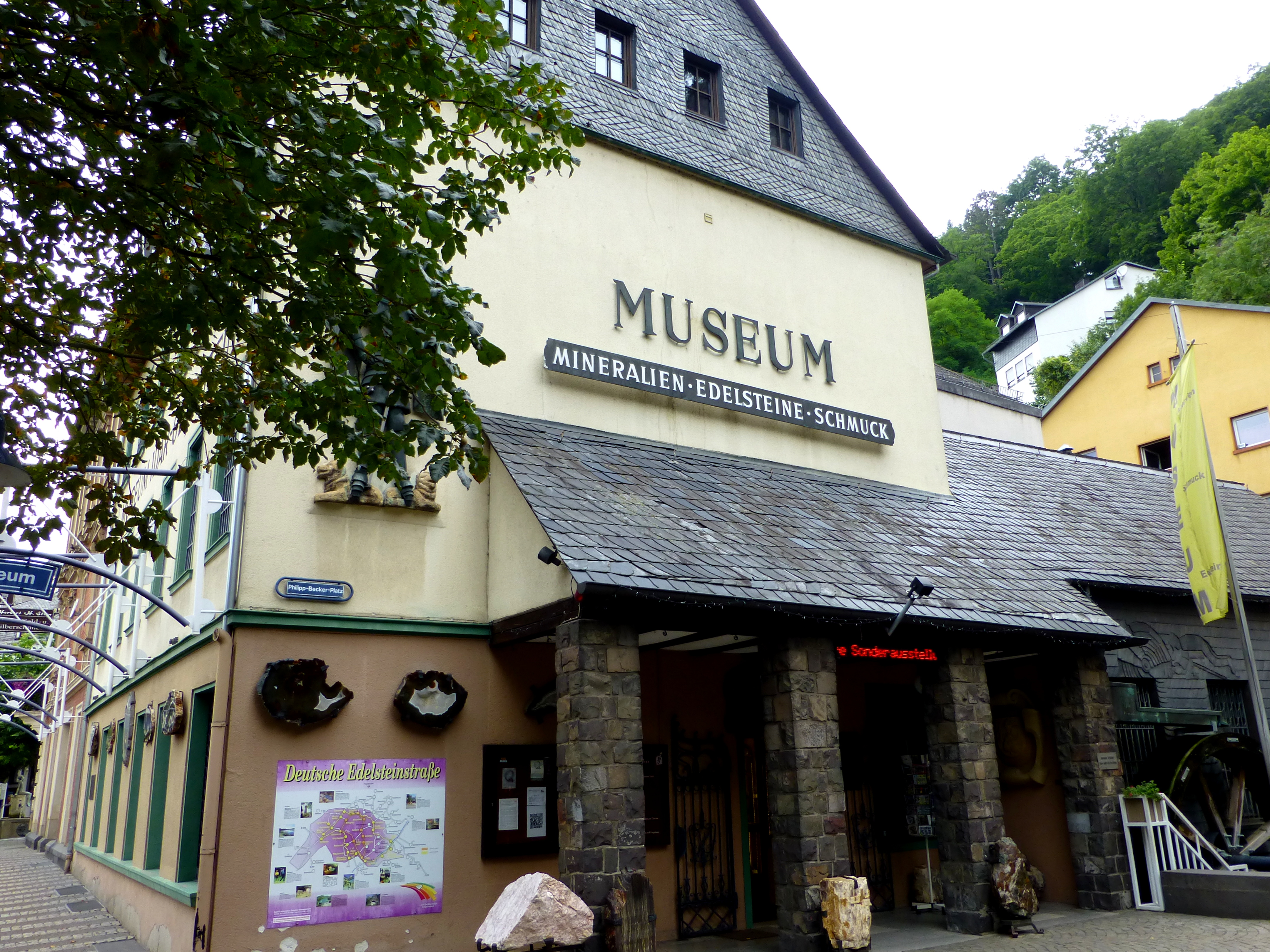
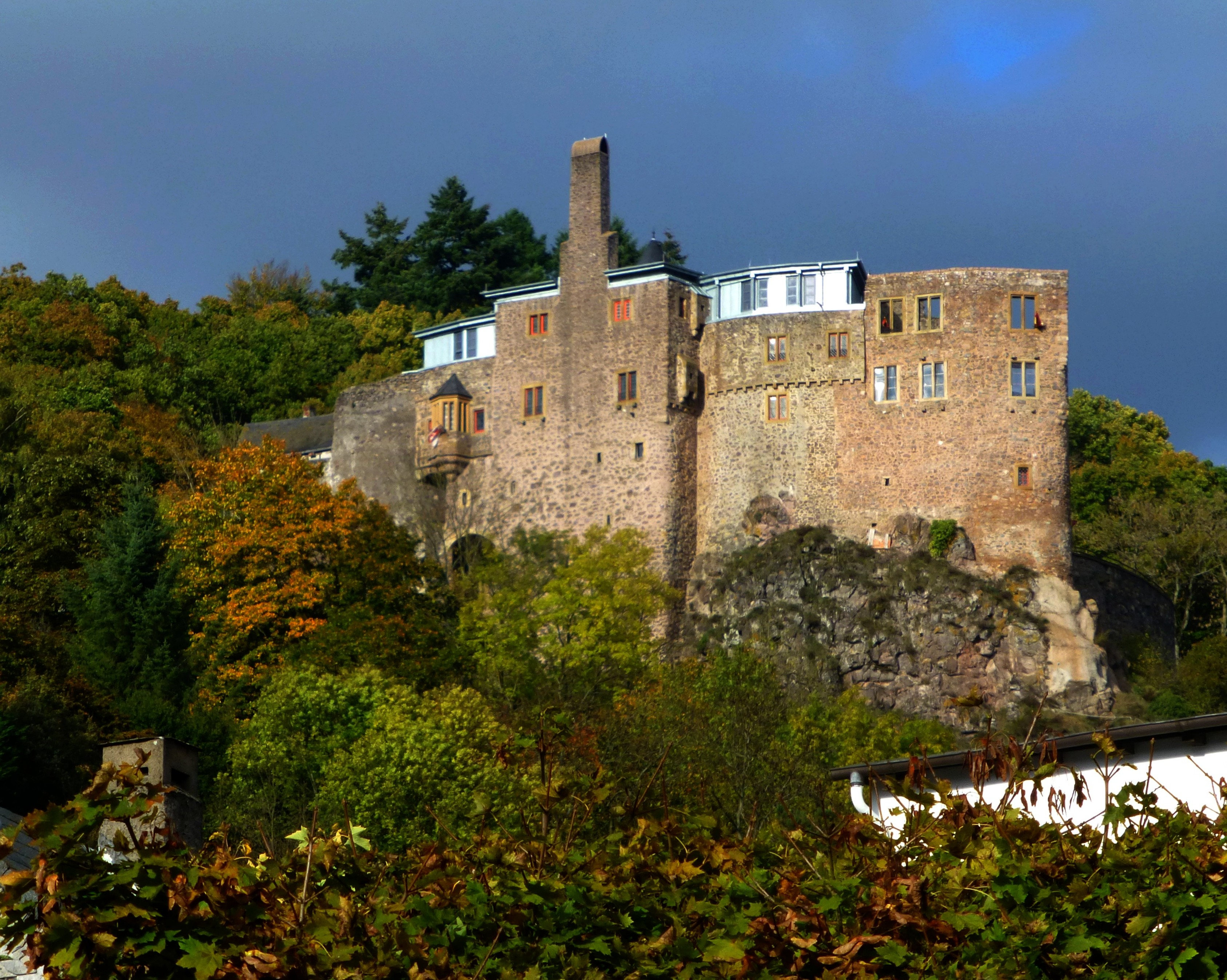
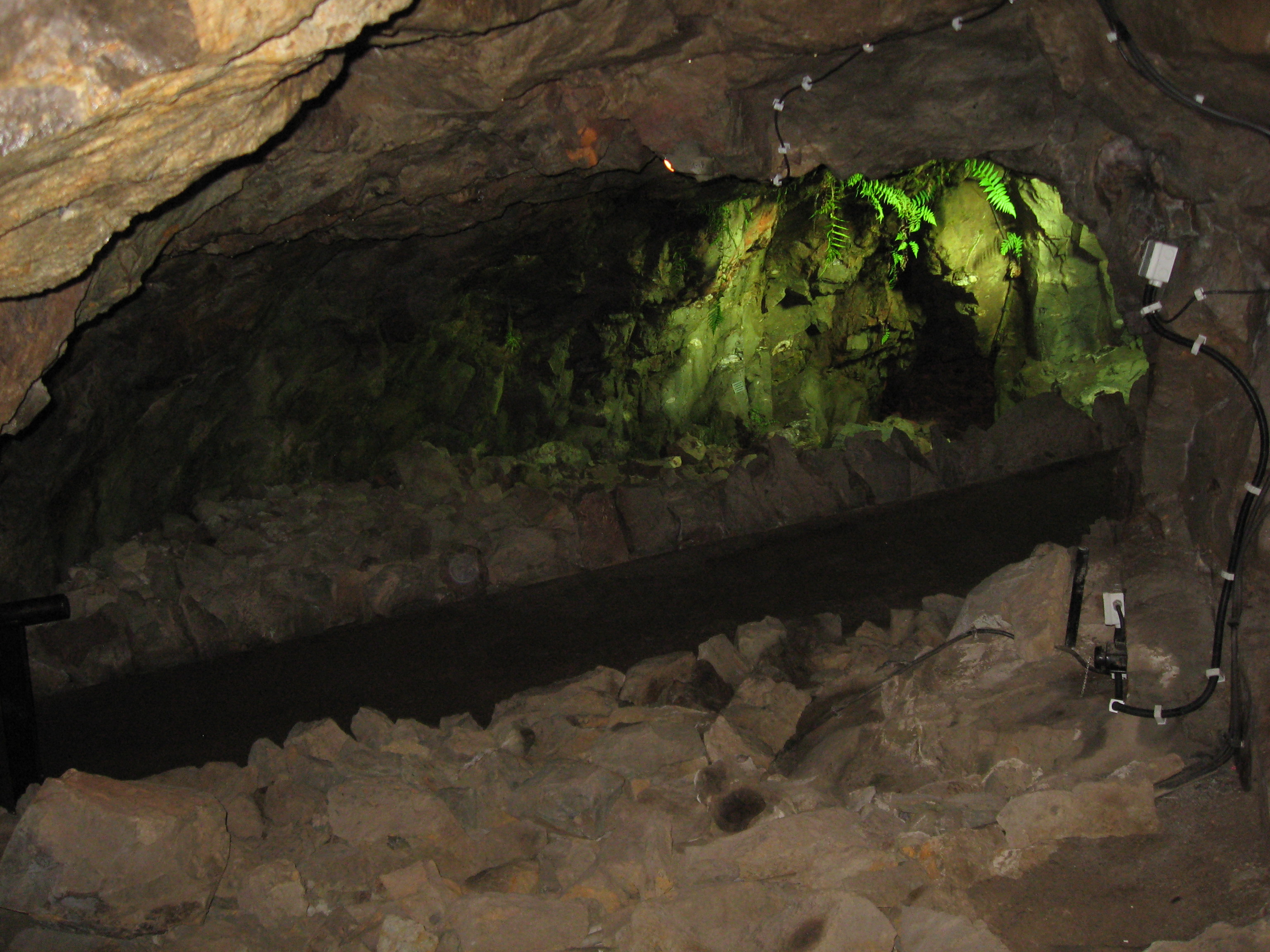
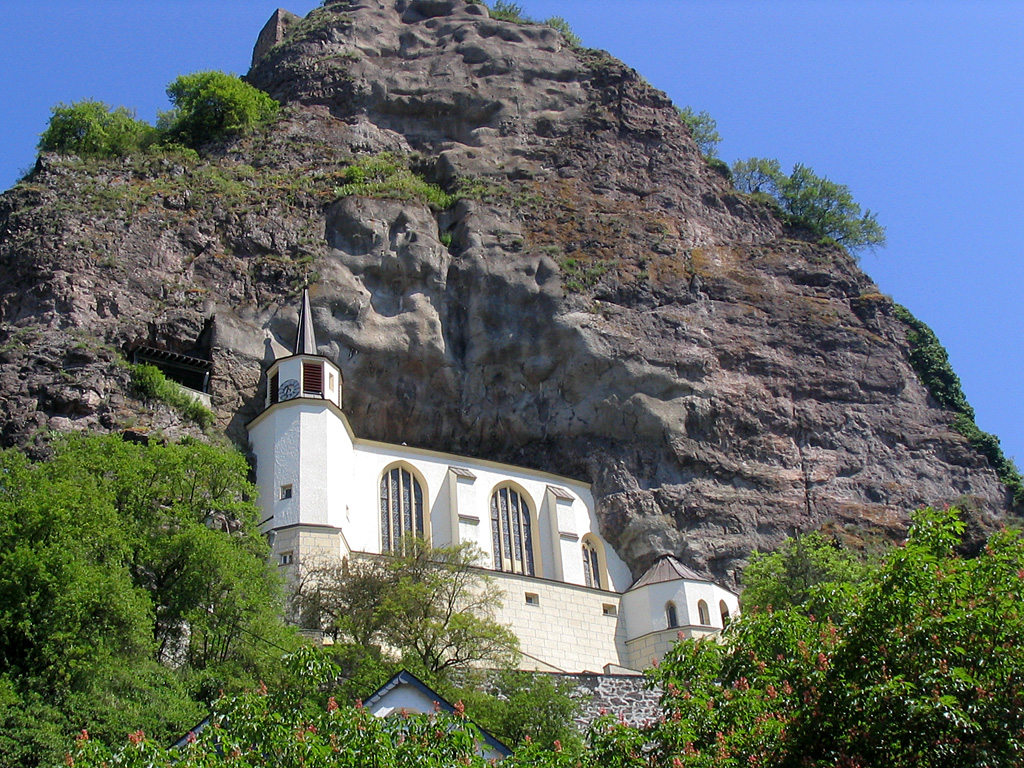
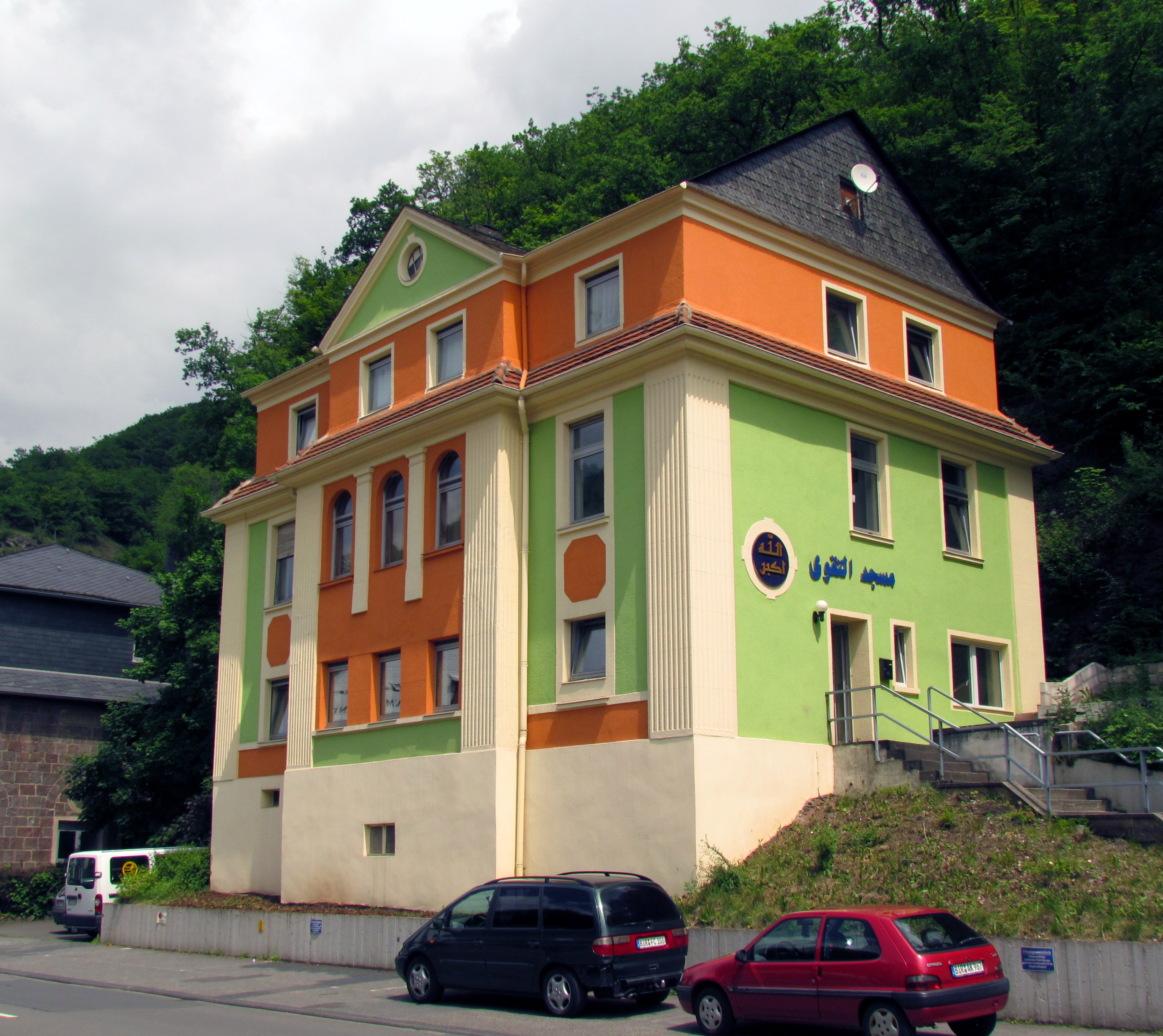
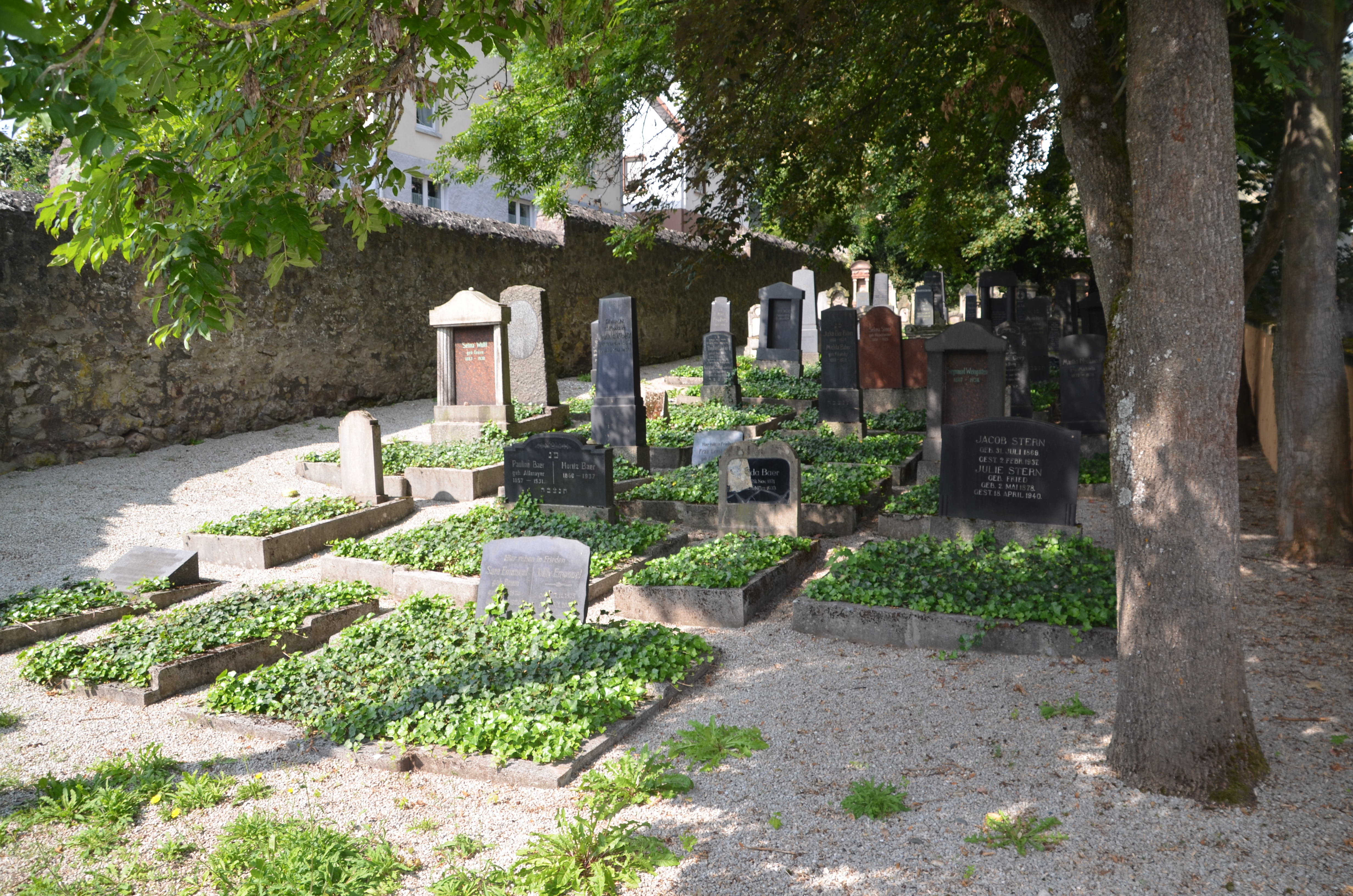
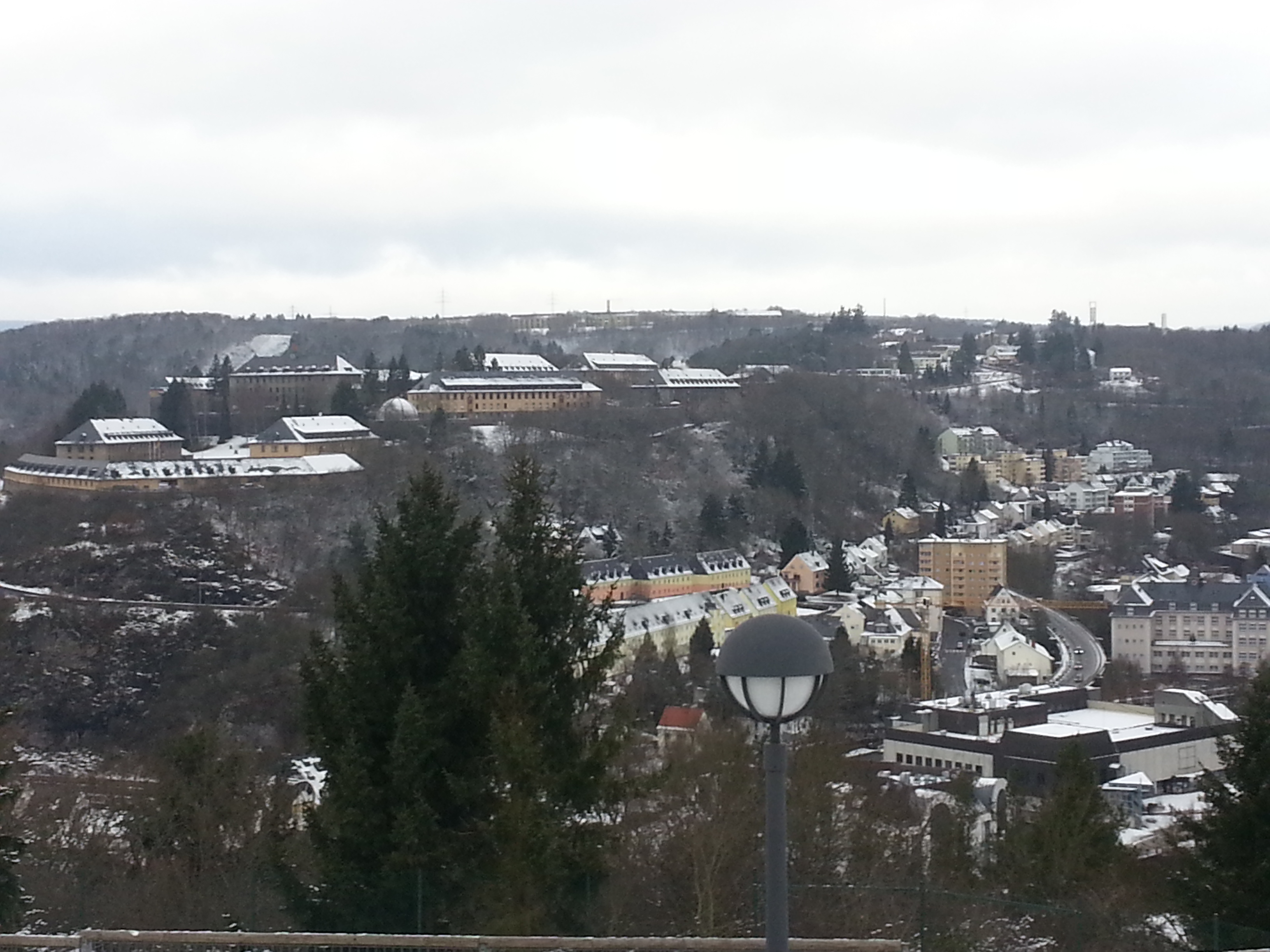
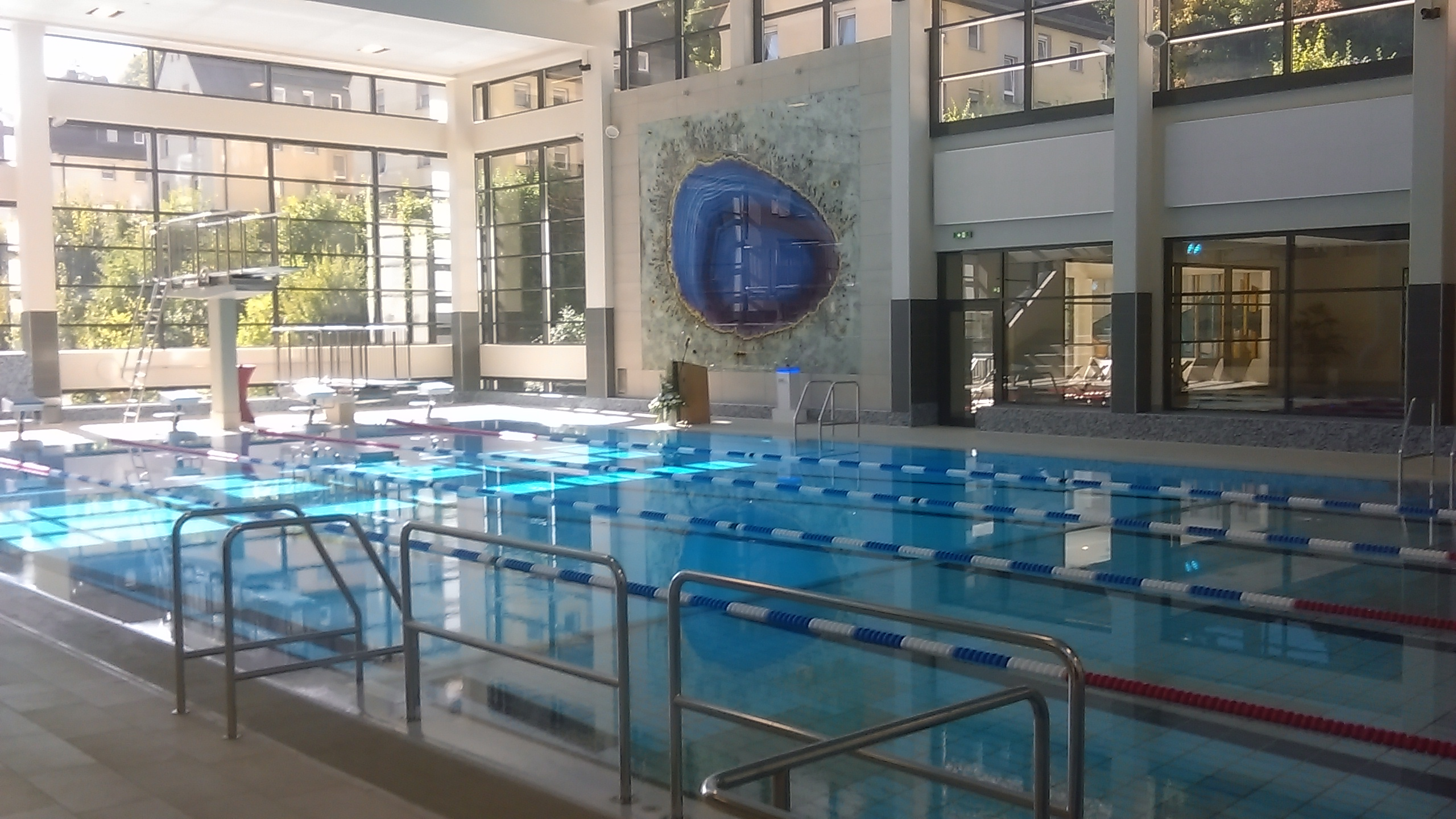
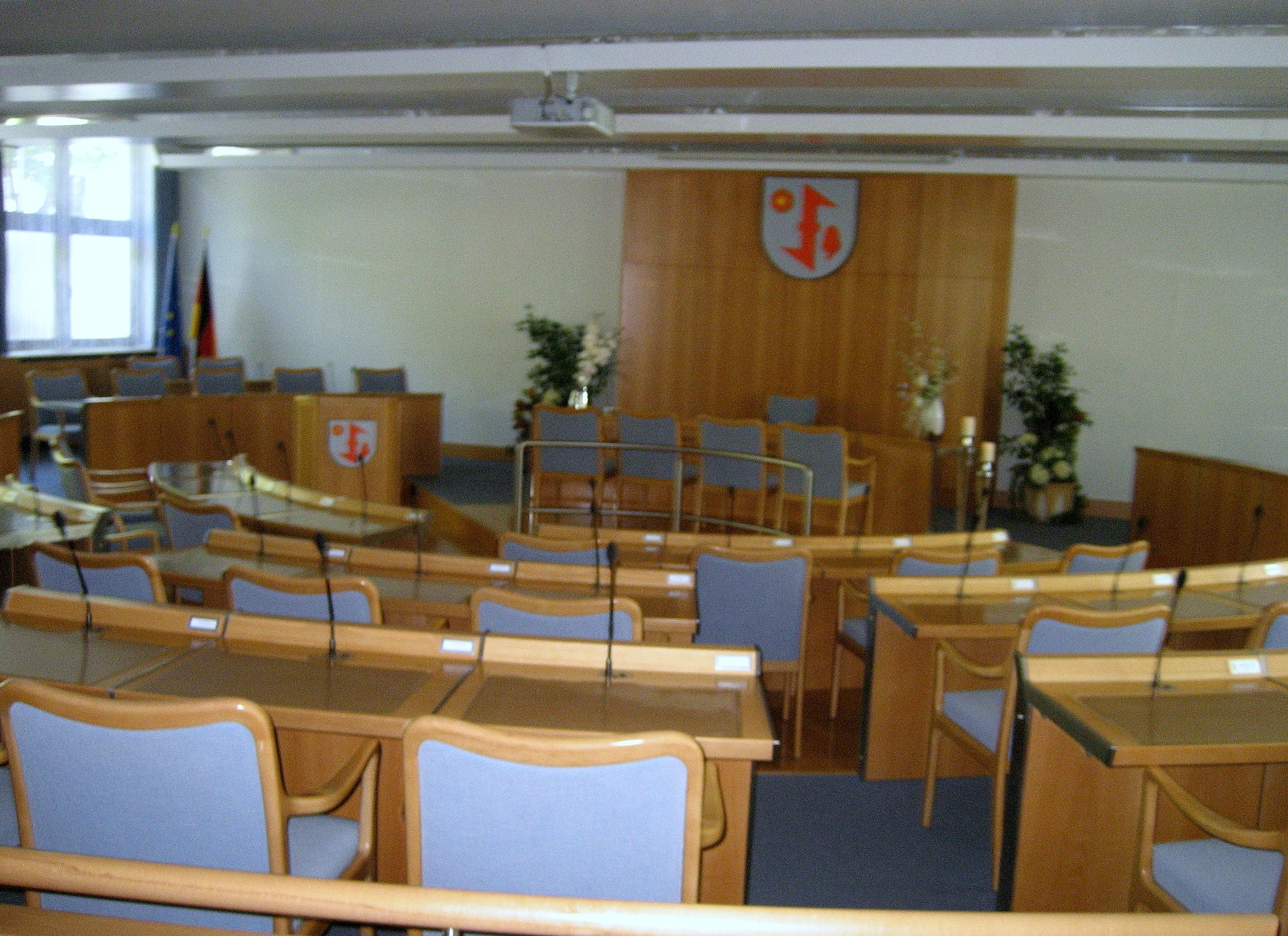
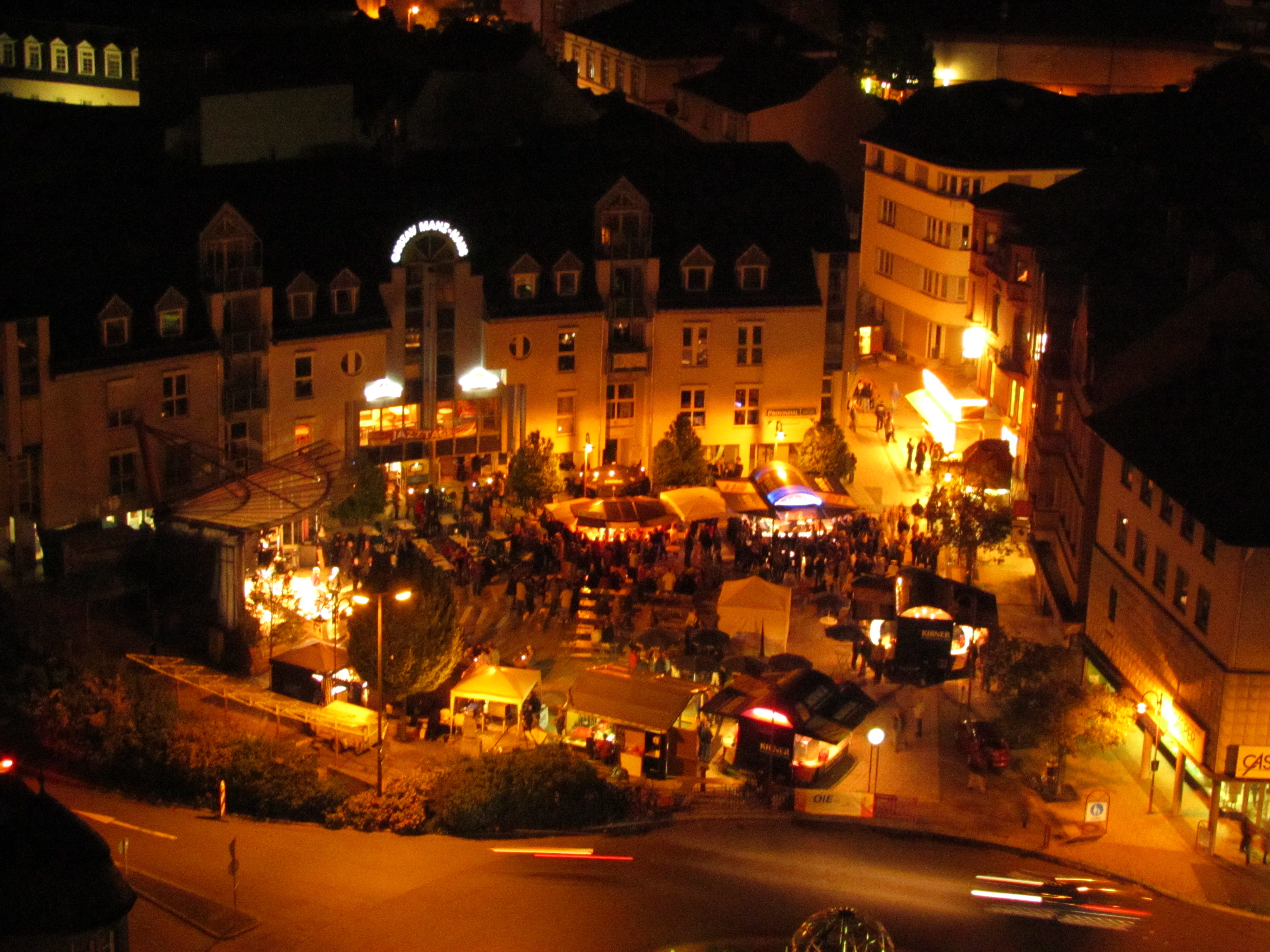
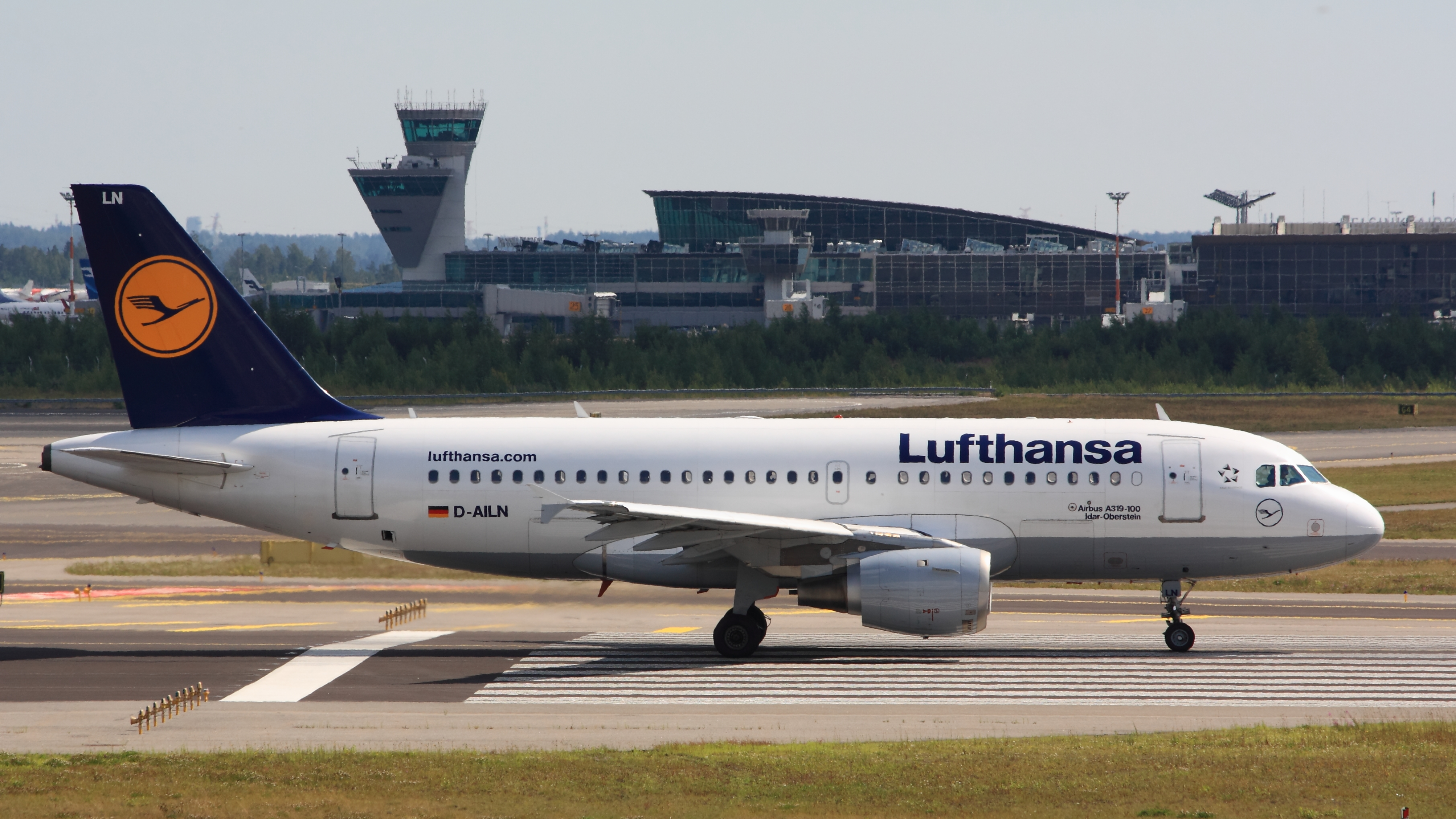
Борт «Идар-Оберштайн»